# Avenue de l'Aigle
 (août 2025).
Motif : Rue sans notoriété évidente. Sources secondaires semblent absentes.
- Archive Wikiwix
- Bing
- Cairn
- DuckDuckGo
- E. Universalis
- Gallica
- Google
- G. Books
- G. News
- G. Scholar
- Persée
- Qwant
- (zh) Baidu
- (ru) Yandex
- (wd) trouver des œuvres sur Wikidata

| 1. | Préciser le motif de la pose du bandeau. | Précisez le motif de la pose du bandeau en utilisant la syntaxe suivante : {{admissibilité à vérifier\|date=août 2025\|motif=remplacez ce texte par le motif}}                         |
| 2. | Informer les utilisateurs concernés.     | Pensez à avertir le créateur de l'article, par exemple, en insérant le code ci-dessous sur sa page de discussion : {{subst:avertissement admissibilité à vérifier\|Avenue de l'Aigle}} |

Pour les articles homonymes, voir Aigle (homonymie).
L'avenue de l'Aigle (en néerlandais : Arendlaan) est une avenue bruxelloise de la commune de Woluwe-Saint-Pierre qui va de l'avenue du Chant d'Oiseau à l'avenue du Merle en passant par l'avenue des Tourterelles, l'avenue Armand Scheitler et l'avenue des Albatros.
La numérotation des habitations va de 5 à 57 pour le côté impair et de 2 à 76 pour le côté pair.

## Situation et accès
Cette avenue fait partie du quartier dit du Chant d'Oiseau.